# Università Nazionale di La Plata
L'Università Nazionale di La Plata (in spagnolo: Universidad Nacional de La Plata), acronimo UNLP, è una delle principali università pubbliche dell'Argentina. Situata a La Plata, capoluogo della provincia di Buenos Aires, fu istituita nel 1905 durante la presidenza di Manuel Quintana. Dispone di diciassette facoltà, una biblioteca, una casa editrice, l'archivio storico, una rete di musei, una radio, un planetario ed un osservatorio astronomico. Formano parte integrante della struttura accademica platense anche alcune istituzioni pre-universitarie come un collegio, un liceo, due scuole superiori.
Ha formato alcune tra le figure più importanti del mondo politico, scientifico e culturale del Paese.

## Storia
La storia dell'ateneo è strettamente legata alla nascita della città di La Plata, fondata nel 1882 come capitale della provincia bonaerense dopo la federalizzazione di Buenos Aires avvenuta due anni prima. Alcuni esponenti politici locali, capeggiati da Rafael Hernández, iniziarono a pianificare la nascita di una nuova università provinciale. Il 27 dicembre 1889 fu emanato dalla legislatura della provincia di Buenos Aires una legge che prevedeva la nascita di un'Università di Studi Superiori. A causa di alcune difficoltà economiche l'istituzione dell'ateneo tardò sino al 14 febbraio 1897, quando il governatore provinciale Guillermo Udaondo sanzionò il decreto che ne sanciva la nascita. 
Negli anni seguenti l'università stentò ad attrarre studenti sia per la vicinanza con Buenos Aires ed il suo rinomato ateneo, sia per il fatto che i titoli accademici conseguiti non erano riconosciuti dallo Stato. Così, nel 1905, il ministro di Giustizia del governo di Manuel Quintana Joaquín Víctor González, dopo alcuni confronti con le autorità bonaerensi, decise di nazionalizzare l'istituzione platense e riformarla secondo i più moderni canoni d'insegnamento accademico. Il decreto di nazionalizzazione venne firmato il 12 agosto dello stesso anno, cambiando così per sempre il panorama universitario argentino. Come primo rettore fu nominato dal governo lo stesso Joaquín Víctor González il quale provvide ad assumere nel personale docente alcuni dei principali esponenti del mondo accademico nazionale tra i quali Florentino Ameghino e Carlos Luis Spegazzini.
Durante la dittatura militare occorsa in Argentina tra il 1976 ed il 1983 oltre 750 tra docenti, personale e studenti furono assassinati e fatti sparire.

## Organizzazione
L'Università Nazionale di La Plata è suddivisa nelle seguenti istituzioni:

### Facoltà
- Architettura ed Urbanistica
- Arti
- Scienze Agrarie e Forestali
- Economia
- Scienze Mediche
- Scienze Naturali e Museo
- Umanistica e Scienze dell'Educazione
- Informatica
- Ingegneria
- Odontologia
- Giornalismo e Comunicazione Sociale
- Psicologia
- Lavoro Sociale
- Scuola Universitaria di Risorse Umane della Salute

### Collegi
- Scuola di Agricoltura ed Allevamento María Cruz y Manuel L. Inchausti
- Scuola "Joaquín V. González"
- Liceo Víctor Mercante
- Collegio Nazionale "Rafael Hernández"
- Liceo di Belle Arti "Prof. Francisco A. De Santo"

## Biblioteca
La Biblioteca Pubblica dell'Università di La Plata fu fondata il 18 gennaio 1887. L'attuale edificio che ospita l'istituzione fu costruito nel 1935.

## Archivio Storico
Fu istituito il 13 gennaio 2013.

## Osservatorio Astronomico
L'osservatorio astronomico di La Plata fu costruito nel 1883.